# Benicia
Benicia (en anglais [bəˈniːʃə]) est une municipalité du comté de Solano, dans l’État de Californie, aux États-Unis. Sa population s’élevait à 26 997 habitants lors du recensement de 2010. La ville s'étend dans la région de la baie de San Francisco, près de San Francisco et de Vallejo.

## Géographie
Selon le Bureau du recensement des États-Unis, la ville a une superficie de 40,714 km2, dont 33,486 km2 de terre et 7,229 km2 d'eau, soit 17,75 % du total.

## Histoire
La ville a été choisie entre 1853 et 1854 comme capitale de la Californie, avant que celle-ci ne soit définitivement transférée à Sacramento. Un capitole y a donc été construit, encore visible aujourd'hui dans le Benicia Capitol State Historic Park (en).

## Démographie
| 1880  | 1890  | 1900  | 1910  | 1920  | 1930  |
| ----- | ----- | ----- | ----- | ----- | ----- |
| 1 794 | 2 361 | 2 751 | 2 360 | 2 693 | 2 913 |

| 1940  | 1950  | 1960  | 1970  | 1980   | 1990   |
| ----- | ----- | ----- | ----- | ------ | ------ |
| 2 419 | 7 284 | 6 070 | 7 349 | 15 376 | 24 437 |

| 2000   | 2010   | - | - | - | - |
| ------ | ------ | - | - | - | - |
| 26 865 | 26 997 | - | - | - | - |

## Jumelages
Benicia est jumelée avec la ville de  Tula (Mexique)

## Plage
Une plage de Benica appelée « Glass Beach » a la particularité d'être recouverte de verre de mer, des morceaux de verre polis provenant de rejets, comme c'est le cas également à Fort Bragg en Californie et à Port Allen à Hawaï.

## Transport
Benicia est reliée à Martinez, située au sud du Carquinez Strait, par deux ponts autoroutiers et un pont ferroviaire connus sous le nom de Benicia-Martinez Bridge.

## Personnalités liées
- Gertrude Atherton
- Stephen Vincent Benét
- Willie Calhoun
- John C. Heenan
- Jack London
- Wilson Mizner